# Sardy-lès-Épiry
Sardy-lès-Épiry település Franciaországban, Nièvre megyében. Lakosainak száma 113 fő (2022. január 1.).

## Fekvése
Sardy-lès-Épiry Corbigny, Aunay-en-Bazois, Achun, Cervon, La Collancelle, Epiry, Mouron-sur-Yonne és Pazy községekkel határos.

## Népesség
A település népessége az elmúlt években az alábbi módon változott:
| Lakosok száma | 141  | 124  | 119  | 113  | 111  | 108  | 110  | 111  | 113  |
|               | 2013 | 2015 | 2016 | 2017 | 2018 | 2019 | 2020 | 2021 | 2022 |